# Коммунистическая партия Непала (объединённая социалистическая)
Коммунистическая партия Непала (объединённая социалистическая) (непальск. नेपाल कम्युनिष्ट पार्टी (एकीकृत-समाजवादी)), сокращённо КПН (Объединённая социалистическая) — четвертая по величине политическая партия Непала. 
Партия была официально зарегистрирована Избирательной комиссией Непала 18 августа 2021 года в результате откола от крупнейшей коммунистической партии страны — КПН (Объединённой марксистско-ленинской). Председатель новой партии — бывший премьер-министр Мадхав Кумар Непал, а старший лидер — другой экс-премьер Джхала Натх Кханал.
Свидетельство о регистрации КПН (Объединённая социалистическая) и Демократическая социалистическая партия Непала получили 25 августа, когда Избирательная комиссия проверила их заявки.
Идеология партии включает марксистско-ленинские установки и поддержку многопартийности — «народную демократию, ориентированную на социализм».
В августе 2021 года партия проголосовала за правительство Шер Бахадура Деубы из Непальского конгресса, в которое также вошли КПН (Маоистский центр) и Народно-социалистическая партия Непала.

## История

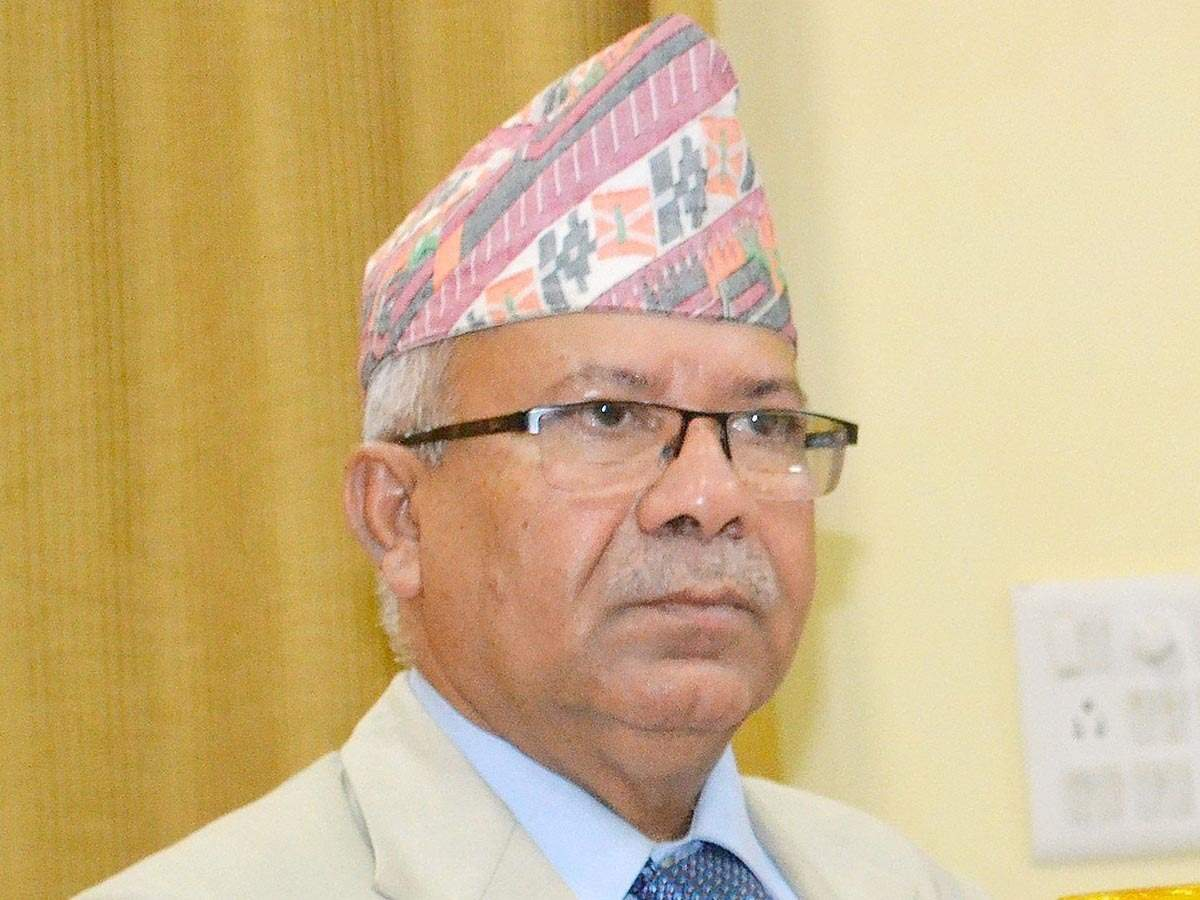
Бывший премьер-министр Мадхав Кумар Непал, основатель КПН (Объединённой социалистической)

18 августа 2021 года Президент Непала Бидхья Деви Бхандари по рекомендации совета министров издала вторую поправку к закону о политических партиях, ослабляющую требования к отделению новых партий с 20 или более процентами членов парламентской фракции и центрального комитета старой политической партии. Однако эта поправка вызвала критику со стороны различных экспертов по конституционному праву и общественности в целом. В Верховном суде были зарегистрированы различные исковые заявления с требованием его отмены.
Одновременно эта же поправка открыла путь для формализации расколов между фракциями сразу двух партий, Народно-социалистической и КПН (ОМЛ) соответственно. Так, фракция КПН (ОМЛ) во главе с Мадхавом Кумаром Непалом и Джхала Натх Кханалом, у которой был длительный спор с председателем КПН (ОМЛ) Кхадгой Прасадом Шармой Оли, зарегистрировала свою партию под названием «КПН (Объединённая социалистическая)». Первоначально партия предлагала название КПН ОМЛ (Социалистическая), однако Избирательная комиссия потребовала не использовать ранее зарегистрированное именование, а включить в него больше отличительных прилагательных.
На момент создания КПН (Объединённой социалистической) партия поспешила заявить, что располагает 31 депутатами в двух национальных палатах парламента. Также был анонсировал её Центральный комитет в составе 95 членов. Однако многие политики КПН (ОМЛ) ещё не приняли окончательного решения, а некоторые, в том числе Бамдев Гаутам, даже выступили с опровержением, утверждая, что их имя было использовано без разрешения.
Более того, решение Мадхава Кумара Непала, ставшего координатором КПН (ОС), сформировать новую партию вызвало критики даже со стороны некоторых представителей его собственной фракции — так, ряд близких к нему лидеров второго поколения бойкотировали новую партию и вместо этого встали на сторону К. П. Шармы Оли за единство партии. В эту группу входили Юбарадж Гьявали, Аста Лакшми Шакья, Бхим Равал, Ганашьям Бхусал, Гокарна Биста, Бхим Ачарья, Йогеш Бхаттараи, а также члены ЦК Сурендра Пандей, Рагхуджи Панта и Амрит Бохора. Они вместе с бывшими маоистскими лидерами даже присутствовали на заседании постонянного комитета, которое в последний раз призвал фракцию М. К. Непала к партийному единству и поручило КПН (ОМЛ) выполнить их требования из 10 пунктах.
В тот же день М. К. Непал организовал встречу, на которой представил доктрину партии и объявил, что её руководящей философией будет народная многопартийная демократия.

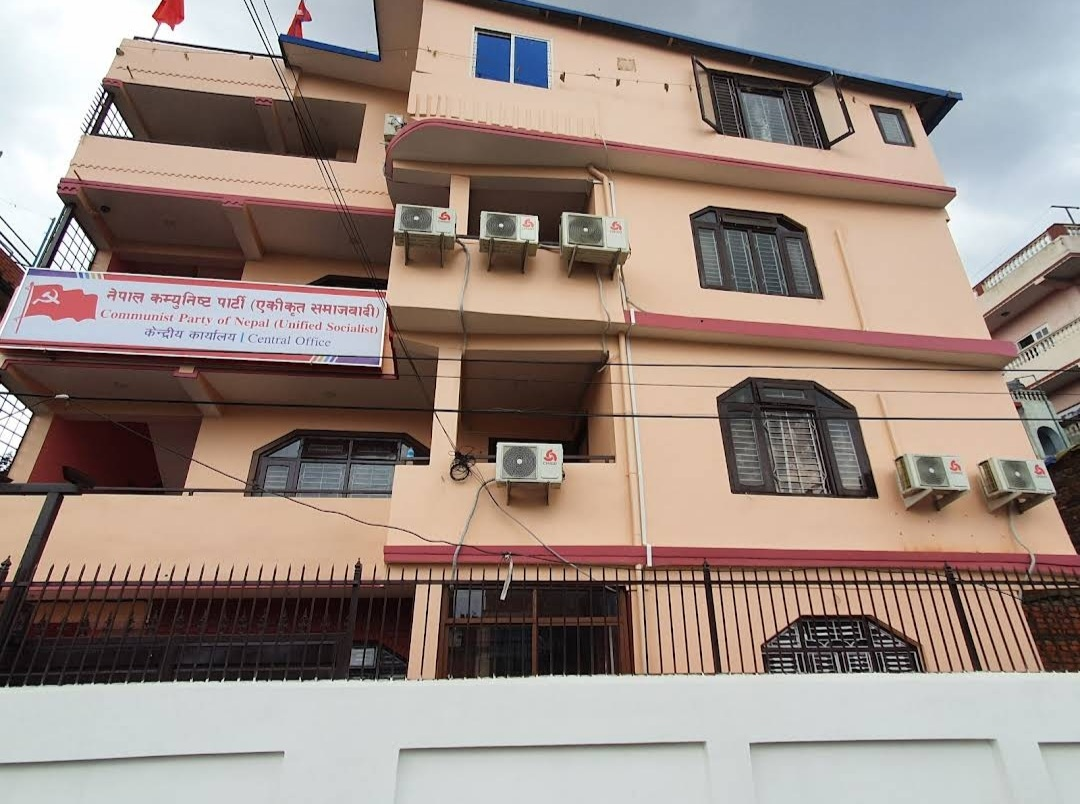
Штаб-квартира КПН (Объединённой социалистической)

После регистрации Избирательная комиссия вызвала КПН (Объединённую социалистическую) для проверки документов на регистрацию — согласно новому положению, партия должна была представить подписи 20 % либо центрального комитета, либо парламентской фракции. Партия смогла пройти порог с 55 из 205 членов центрального комитета (а также 8 из 33 депутатов в Национальном собрании и 22 из 121 в Палате представителей).
Среди этих членов присутствовал Прадип Непал, который ранее был близок к Оли. Несколько подписей Избирательная комиссия отказалась принять, зато была засчитана подпись Джала Натха Кханала, отправившего её из Дели, где проходил операцию на почках.
Депутат Мани Чаудхари заявил, что уже через четыре месяца партия может стать крупнейшей политической силой страны, если ей удастся слияние с возглавляемой Прачандой КПН (Маоистский центр), а также меньшими коммунистическими силами во главе с доктором Бабурамом Бхаттараи, Моханом Байдхья «Кираном», Нетра Бикрамом Чандом «Биплабом» и другими.

## Организация и структура
Был создан секретариат партии из двенадцати человек (также известный как верховное командование). В него вошли:
- Председатель: Мадхав Кумар Непал
- Генеральный секретарь: Бедурам Бхусал
- Члены: Джхала Натх Кханал, Мукунда Неупане, Рам Чандра Джха, Раджендра Прасад Пандей, Прамеш Кумар Хамал, Джаянти Рай, Пракаш Джвала, Гангалал Туладхар, Биджай Паудел и Джаганнатх Кхативада[31][32].

В Центральный комитет, созданный 24 сентября 2021 года, вошло 301 человек. Также был сформирован Постоянный комитет Центрального политического бюро из 35 членов. После формирования центрального и постоянного комитета было избрано Политбюро в составе 71 члена.
Партия имеет одного председателя, семь заместителей председателя, одного генерального секретаря, трёх заместителей генерального секретаря и четырёх секретарей. Джаланатх Кханал, занимающий пост старшего лидера, и Мукунда Неупане, формальный лидер партии, по статусу находятся на второй и третьей позициях соответственно.

## Представительство в органах власти

### Федеральный парламент
| парламент                        | Лидер парламентской партии | Пратинидхи Сабха | Растрия Сабха |
| -------------------------------- | -------------------------- | ---------------- | ------------- |
| 1-й федеральный парламент Непала | Мадхав Кумар Непал         | 25 из 275        | 10 из 59      |

### Провинциальные собрания
| Провинция     | Количество членов | Процент | Должность | Лидер парламентской партии |
| ------------- | ----------------- | ------- | --------- | -------------------------- |
| Провинция № 1 | 10 из 93          | 10,75   | 4-й       | Раджендра Кумар Рай        |
| Мадхеш        | 13 из 107         | 12.14   | 4-й       | Сатрудхан Махато           |
| Багмати       | 13 из 110         | 11,81   | 4-й       | Раджендра Прасад Пандей    |
| Гандаки       | 0 из 60           | 0       | -         | -                          |
| Лумбини       | 1 из 87           | 1.14    | 5-й       | Рама Гарти                 |
| Карнали       | 3 из 40           | 7,5     | 4-й       | Чандра Бахадур Шахи        |
| Судурпаштин   | 14 из 53          | 26.41   | 1-й       | Диргха Бахадур Содари      |